# Екатериновка (Елецкий район)
Екатери́новка — село Елецкого района Липецкой области России. Входит в состав сельского поселения Большеизвальский сельсовет.

## География
Стоит на автомагистрали Р119 (Елецкое шоссе), в 1,5 километра к северо-западу проходит шоссе М4 «Дон».
Главная улица села — Дорожная.

## История
Деревня Екатериновка образовалась не позднее начала XIX века.
В списке населённых мест 1866 года село Екатериновка Елецкого уезда значилось как — деревня владельческая, 45 дворов, 395 жителей.
В 1896 году через село прошла железнодорожная линия Елец — Касторная.
Согласно переписи населения 1926 года в Екатериновке имелось уже 102 двора и постоянно проживало 589 человек.
По распространенной версии возле деревни в декабре 1941 года войска советской 13-й армии Юго-Западного фронта остановили войска 2-й полевой армии вермахта; этому событию посвящена мемориальная плита, установленная недалеко от Екатериновки у обочины трассы Р-119.
Согласно «Журналу боевых действий Юго-Западного фронта за декабрь 1941 года», опубликованному на сайте Министерства обороны РФ «Память народа», Екатериновка была занята гитлеровцами 4 декабря: «Пехота противника с 7 танками заняла ЕКАТЕРИНОВКА.»
По неофициальным данным место, где якобы были остановлены немецко-фашистские захватчики, в действительности является местом боевого столкновения елецкого партизанского отряда Г. Д. Грабилина с разведкой 45-й пехотной дивизии генерал-лейтенанта Фрица Шлипера. Это случилось 6 декабря за несколько часов до освобождения села. Г. Д. Грабилин и его люди должны были выйти в тыл вражеских войск для ведения партизанских действий. В результате перестрелки партизан с абвер группой были ранены командир отряда Г. Д. Грабилин и юный партизан Витя Орлов (отчего последний через два дня скончался в госпитале современного села Донское; Грабилин же выжил). Понеся незначительные потери, партизаны быстро ретировались и фактически не выполнили боевое задание. В результате сразу после этого по распоряжению командира 148-й стрелковой дивизии полковника Ф. М. Черокманова елецкий партизанский отряд был расформирован, а его бойцы вступили в действующую армию. После войны при содействии властей города Ельца у места памятного боя был установлен знак, надпись на котором утверждает, что «на этом участке в декабре 1941 года войска 13-й армии Юго-Западного фронта остановили немецко-фашистских захватчиков». В действительности, согласно всё тому же «Журналу боевых действий Юго-Западного фронта за декабрь 1941 года», войска вермахта в полосе советской 13-й армии продолжали наступление до 5 декабря включительно и прошли значительно восточнее этой отметки.
Вновь Екатериновка была освобождена к исходу 6 декабря силами 143-й стрелковой дивизии полковника Г. А. Курносова.

## Население
| 2008 | 2010 |
| ---- | ---- |
| 472  | ↘456 |

## Известные уроженцы, жители
Ряд исследователей полагали, что в Екатериновке в 1833 году родилась писательница Марко Вовчок. Однако позднее выяснилось, что её малая родина — село Екатерининское недалеко от станции Пажень (ныне село не существует).

## Инфраструктура
Основа экономики — сельское хозяйство. Действует школа, Дом Культуры, Екатериновский фельдшерско-акушерский пункт, Личное подсобное хозяйство. На 1 января 1997 года в селе насчитывалось 166 дворов и 485 жителей.

## Транспорт
Село легкодоступно автотранспортом. Остановки общественного транспорта «Екатериновка», «Екатериновка-2». Автобусное сообщение с городом Елец.
Ближайшая железнодорожная станция — Улусарка (село Улусарка) находится в 1,5 километра южнее Екатериновки.